# Chêne-Sec
Chêne-Sec – miejscowość i gmina we Francji, w regionie Burgundia-Franche-Comté, w departamencie Jura.
Według danych na rok 1990 gminę zamieszkiwało 50 osób, a gęstość zaludnienia wynosiła 66 osób/km² (wśród 1786 gmin Franche-Comté Chêne-Sec plasuje się na 693. miejscu pod względem liczby ludności, natomiast pod względem powierzchni na miejscu 1059.).